# Pierre Laval
Pierre Laval (Châteldon, Puèi Domat, 1883 - Fresnes, 1945) fou un polític francès d'origen occità. Durant la Primera Guerra Mundial fou diputat del departament del Sena pel Partit socialista (1914-1919), però en acabar la guerra abandonà el partit i tornà a l'Assemblea Nacional com a independent (1923-44), tot i que simpatitzà amb Charles Maurras i l'Action Française.

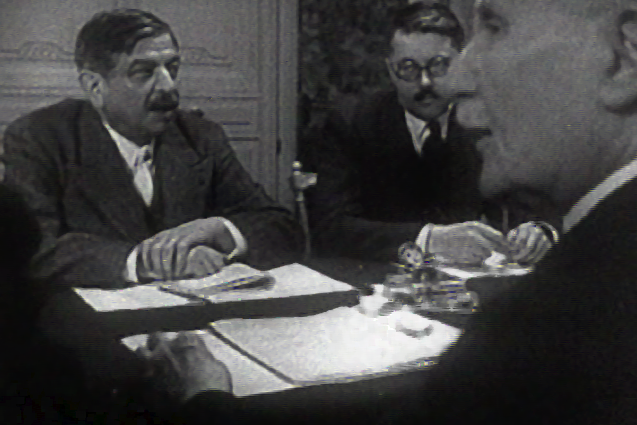
Pierre Laval

Ocupà diverses carteres ministerials fins al 1931, quan li encarregaren formar govern. La seva política pacifista el portà a multiplicar les concessions als estats totalitaris, i la connivència amb Benito Mussolini provocà la seva caiguda després de la victòria del Front Popular.
Després de la capitulació de França el 1940 davant les forces del III Reich, fou nomenat viceprimer ministre pel mariscal Henri Philippe Pétain, i seria una de les personalitats més destacades de la França de Vichy. Accentuà la seva política col·laboracionista i d'adhesió incondicional al règim nazi, gràcies a la qual fou president del govern (1942-44). Quan els aliats envaïren França, va fugir a Belfort i d'ací a Sigmaringen. El 1945 intentà de cercar refugi a Barcelona, però el govern espanyol l'obligà a tornar a Àustria, d'on procedia. Lliurat pels nord-americans a les autoritats franceses, fou condemnat a mort per alta traïció i afusellat a Fresnes.